# Samuel Bayón
Samuel Bayón Garcia (Vilasar de Mar, Barcelona, Cataluña, España, 15 de marzo de 1983) es un taxista (38) y exfutbolista español. Se desempeñaba como extremo y actualmente juega en el Club Esportiu Mataró de la Primera Catalana.

## Trayectoria
La trayectoria futbolística de Samuel transcurrió en la Tercera División de España, hasta que Domingo Novoa Rey, presidente del Burgos Club de Fútbol, se lo llevó a la escuadra castellana como una apuesta personal suya.
En su primera temporada en el Burgos, se caracterizaba por su gran calidad, estropeada por su enorme irregularidad, lo que no le permitió ganarse la confianza de su entrenador, que llegó incluso a dejarle en la grada varios partidos por reírse en un entrenamiento. Por ello, al acabar esa temporada no se le iba a renovar el contrato y en principio quedaba libre, pero una llamada suya al club para preguntar por unas cantidades que se le adeudaban, hizo que el nuevo entrenador Gonzalo Arconada decidiera contar con él y tras duras negociaciones renovó por dos temporadas.
En la temporada 2006-07, su rendimiento fue mucho mejor, siendo una amenaza constante por la banda derecha, y marcando grandes goles, frente al Amurrio y al Real Unión de Irún, aunque en el playoff de ascenso, como todo el equipo, acusó el esfuerzo y pasó inadvertido. Su gran temporada no pasó desapercibida, y tras semanas de negociaciones, al final fue traspasado al Deportivo Alavés por 90.000 de euros, debutando casualmente en El Plantío frente al Burgos Club de Fútbol, su exequipo.
En enero de 2009 ficha por el F.C. Cartagena, equipo del grupo II de Segunda División B, con el que ascendió a Segunda División tras derrotar en la promoción de ascenso al CD Alcoyano.
En el verano de 2009 se incorpora al Benidorm CD, equipo que juega en el grupo III de la Segunda División B.
En el mercado de invierno de la temporada 2010/11 se incorpora al Club Deportivo Badajoz donde disputó desde enero 6 partidos (1 como titular).
En 2011 firma con la Unió Esportiva Llagostera para volver a Cataluña y jugar en el grupo III de la Segunda División B.
En el mercado de invierno de la temporada 2011/12 se incorpora al Orihuela Club de Fútbol.

## Clubes
| Club                   | País       | Año             |
| ---------------------- | ---------- | --------------- |
| C. E. L'Hospitalet     | España     | 2002-2003       |
| C. E. Premià           | España     | 2003-2004       |
| C. E. Mataró           | España     | 2004-2005       |
| Burgos C. F.           | España     | 2005-2007       |
| Deportivo Alavés       | España     | 2007-2009       |
| F. C. Cartagena        | España     | 2009-2010       |
| Benidorm C. F.         | España     | 2010-2011       |
| C. D. Badajoz          | España     | 2011            |
| U. E. Llagostera       | España     | 2011-2012       |
| Orihuela C. F.         | España     | 2012            |
| C. F. Badalona         | España     | 2012-2013       |
| U. E. Vilassar de Mar  | España     | 2013-2014       |
| MFK Zemplín Michalovce | Eslovaquia | 2014-2017       |
| S. C. Palazzolo        | Italia     | 2017            |
| Gaeta Calcio 1931      | Italia     | 2017-2018       |
| U.D.A Gramenet         | España     | 2018            |
| C. E. Mataró           | España     | 2019-2020Activo |